# Лабазина, Марта Александровна
Марта Александровна Лабазина (род. 25 марта 1987, Дзержинск) — российская дзюдоистка, чемпионка и призёр чемпионатов России, призёр чемпионата Европы, призёр Универсиад в Бангкоке и Казани, обладательница Кубков России и Европы, мастер спорта России международного класса. Выпускница Самарской академии государственного и муниципального управления. Член сборной команды страны с 2007 года. Живёт в Нижнем Новгороде. Выступает за клуб «Вооружённые Силы» (Нижний Новгород).

## Достижения
- Первенство России по дзюдо среди юниоров 2005 года — ;
- Первенство Европы по дзюдо среди юниоров 2005 года — ;
- Первенство Европы по дзюдо среди юниоров 2006 года — ;
- Первенство России по дзюдо среди молодёжи 2007 года — ;
- Чемпионат России по дзюдо 2009 года — ;
- Чемпионат России по дзюдо 2010 года — ;